# HMS Southwold (L10)
HMS Southwold (L10) là một tàu khu trục hộ tống lớp Hunt Kiểu II của Hải quân Hoàng gia Anh Quốc được hạ thủy và đưa ra phục vụ năm 1941. Nó chỉ hoạt động được vài tháng trong Chiến tranh Thế giới thứ hai, cho đến khi bị đắm do trúng thủy lôi ngoài khơi Malta, Địa Trung Hải vào ngày 24 tháng 3 năm 1942.

## Thiết kế và chế tạo
Southwold thuộc vào số 33 chiếc tàu khu trục lớp Hunt nhóm II, có mạn tàu rộng hơn nhóm I, tạo độ ổn định cho một tháp pháo QF 4 in (100 mm) Mark XVI nòng đôi thứ ba, cũng như cho phép tăng số lượng mìn sâu mang theo từ 40 lên 110.
Southwold được đặt hàng cho hãng J. Samuel White and Company vào ngày 20 tháng 12 năm 1939 trong khuôn khổ Chương trình Chế tạo Khẩn cấp Chiến tranh 1939, và được đặt lườn tại xưởng tàu East Cowes vào ngày 18 tháng 6 năm 1940. Nó được hạ thủy vào ngày 29 tháng 5 năm 1940 và hoàn tất vào ngày 9 tháng 10 năm 1941. Tên nó được đặt theo tên một rừng săn cáo tại Lincolnshire.

## Lịch sử hoạt động

### 1941
Sau khi hoàn tất trang bị và chạy thử máy, Southwold đi đến Scapa Flow vào tháng 10 năm 1941 để thực tập cùng các tàu chiến thuộc Hạm đội Nhà, trước khi được cử sang phục vụ cùng Hạm đội Địa Trung Hải. Nó cùng tàu khu trục Dulverton (L63) tham gia Đoàn tàu WS12Z vào ngày 16 tháng 11 và khởi hành từ Clyde cho hành trình đi sang Alexandria qua ngã Ấn Độ Dương. Đoàn tàu đi đến Freetown vào ngày 24 tháng 11, và sau khi băng qua mũi Hảo Vọng, Southwold tách khỏi đoàn tàu vào ngày 14 tháng 12 và di chuyển độc lập từ Mombasa đến Alexandria, Ai Cập ngang qua Aden, Hồng hải và kênh đào Suez.

### 1942
Southwold gia nhập Chi hạm đội Khu trục 5 tại Alexandria vào ngày 5 tháng 1 năm 1942, làm nhiệm vụ tuần tra và hộ tống các đoàn tàu vận tải tiếp liệu. Nó được bố trí để vận chuyển hành tiếp tế và binh lính tăng viện cho lực lượng đồn trú tại Tobruk. Vào ngày 12 tháng 2, nó tham gia thành phần hộ tống cho Đoàn tàu MW 9B để tăng viện cho Malta đang bị đối phương phong tỏa; nhưng đoàn tàu bị máy bay đối phương tấn công nặng nề, buộc phải quay trở lại Alexandria. Đến ngày 20 tháng 3, nó cùng Avon Vale (L06), Beaufort (L14), Dulverton, Bridgewater (L01), Heythrop (L85) và Hurworth (L28) đi trước càn quét chống tàu ngầm dọc theo tuyến đường mà Đoàn tàu MW 10 sẽ đi qua, khi Heythrop trúng ngư lôi phóng từ tàu ngầm U-boat U-652 về phía Tây Bắc Bardia.
Sang ngày hôm sau, Southwold gia nhập vào chính đoàn tàu này sau khi được tiếp nhiên liệu tại Tobruk. Khi Đoàn tàu MW 10 bị đe dọa bởi lực lượng tàu nổi chủ lực của Hạm đội Ý vào ngày 22 tháng 3, nó thoạt tiên được bố trí bảo vệ các tàu buôn, và sau đó hộ tống các tàu tuần dương Cleopatra (33) và Penelope (97) và tấn công bằng ngư lôi vào đối phương trong khuôn khổ Trận Sirte thứ hai. Nó gia nhập trở lại đoàn tàu vận tải sau khi các tàu chiến Ý rút lui, và tiếp tục hành trình đi Malta, bị đối phương không kích liên tục trên đường đi. Nó cùng Beaufort được cho tách ra vào ngày 23 tháng 3 để hộ tống cho chiếc tàu chở hàng MV Breconshire bị hư hại đi đến Malta, sau khi Đoàn tàu MW 10 đã bị phân tán và hư hại do không kích.

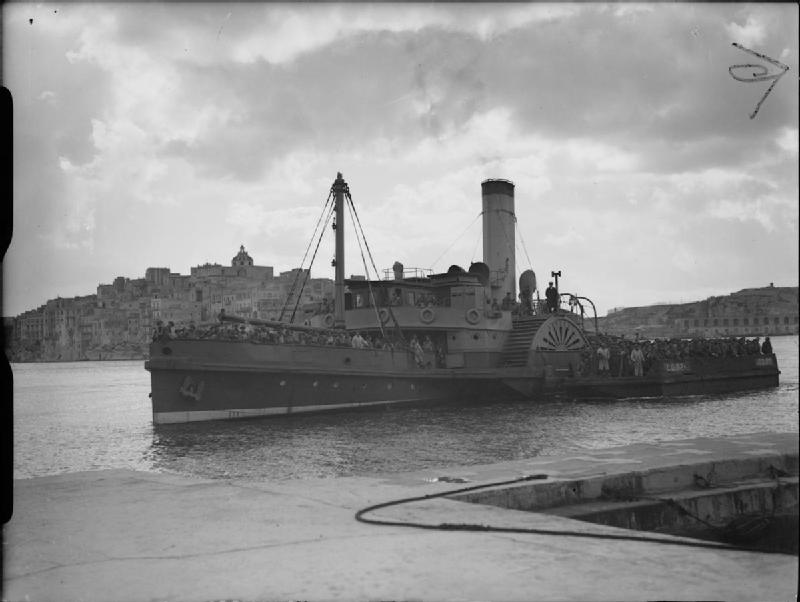
Tàu kéo Ancient đang kéo Southwold ngay trước khi nó bị vỡ làm đôi

Sang ngày 24 tháng 3, đang khi tìm cách kéo dây để kéo Breconshire trong hoàn cảnh thời tiết xấu, Southwold trúng một quả thủy lôi do chính người Anh thả, làm hư hại nặng cấu trúc con tàu, mất điện và ngập nước phòng động cơ. Nó được chiếc tàu kéo Ancient kéo đi, nhưng lườn tàu bị vỡ làm đôi và nó đắm ở tọa độ 35°53′B 14°35′Đ / 35,883°B 14,583°Đ. Một sĩ quan và năm thủy thủ đã thiệt mạng cùng con tàu. Những người sống sót được tàu chị em Dulverton cứu vớt.

## Xác tàu đắm
Xác tàu đắm của Southwold gồm hai phần, ở khoảng 1,5 mi (2,4 km) ngoài khơi vịnh Marsaskala, Malta. Phần mũi dài khoảng 40 mét (130 ft) nằm ở độ sâu 70 mét (230 ft); phần đuôi ở cách đó khoảng 300 mét (980 ft), dài 28 mét (92 ft) và ở độ sâu 72 mét (236 ft).